# Persone di cognome Howard/Nobili
| Questa pagina contiene informazioni ricavate automaticamente dalle voci biografiche con l'ausilio del template Bio e di un bot. L'aggiornamento è periodico e automatico e ricostruisce completamente la pagina. Se manca una persona in questa lista, sei pregato di non aggiungerla, ma accertati piuttosto che la sua voce biografica contenga il template Bio e che i dati anagrafici siano correttamente compilati. Se il template Bio manca, inseriscilo tu stesso o, in alternativa, metti l'avviso {{tmp\|Bio}} che ne segnala la mancanza. Se i dati riportati sono sbagliati, correggi direttamente la voce biografica; le modifiche saranno visibili in questa lista entro pochi giorni. Per chiarimenti vedi il progetto antroponimi. La lista contiene solo le 77 persone che sono citate nell'enciclopedia e per le quali è stato implementato correttamente il template Bio. Pagina aggiornata al 17 ott 2024. |

Questa è una lista di persone presenti nell'enciclopedia che hanno il cognome Howard e sono nobili.

## B(1)
- Bernard Howard, XII duca di Norfolk, nobile inglese (n. 1765 - † 1842)

## C(13)
- Charles Howard, III conte di Carlisle, nobile e politico inglese (n. 1669 - Bath, † 1738)
- Charles Howard, I conte di Nottingham, nobile, politico e militare britannico (n. 1536 - † 1624)
- Charles Howard, XI duca di Norfolk, nobile e politico britannico (n. 1746 - † 1815)
- Charles Howard, X duca di Norfolk, nobile inglese (n. 1720 - † 1786)
- Charles Howard, X conte di Carlisle, nobile, militare e politico britannico (Londra, n. 1867 - Londra, † 1912)
- Charles Howard, I conte di Carlisle, nobile, politico e militare inglese (n. 1629 - † 1685)
- Charles Howard, VII conte di Suffolk, nobile e politico inglese (n. 1693 - † 1722)
- Charles Howard, IX conte di Suffolk, nobile e politico inglese (n. 1675 - † 1733)
- Charles Howard, XVII conte di Suffolk, nobile e politico britannico (n. 1805 - † 1876)
- Charles Howard, XX conte di Suffolk, nobile e militare britannico (n. 1906 - † 1941)
- Charles Howard, II conte di Berkshire, nobile inglese (n. 1615 - Parigi, † 1679)
- Charles Howard, II conte di Nottingham, nobile inglese (n. 1579 - † 1642)
- Charles Howard, III conte di Nottingham, nobile inglese (n. 1610 - † 1681)

## E(6)
- Edmund Howard, nobile britannico († 1539)
- Edward Howard, IX duca di Norfolk, nobile inglese (n. 1686 - † 1777)
- Edward Howard, II conte di Carlisle, nobile e politico inglese (n. 1646 - † 1692)
- Edward Howard, I barone Howard di Escrick, nobile e politico inglese († 1675)
- Edward Howard, VIII conte di Suffolk, nobile e politico inglese (n. 1672 - † 1731)
- Elizabeth Howard, nobile inglese (Norfolk - Lambeth, † 1538)

## F(4)
- Frances Howard, nobile inglese (n. 1590 - Chiswick, † 1632)
- Francis Howard, V barone Howard di Effingham, nobile inglese (n. 1643 - † 1694)
- Francis Howard, I conte di Effingham, nobile e militare inglese (n. 1683 - † 1743)
- Frederick Howard, V conte di Carlisle, nobile, politico e scrittore britannico (Castle Howard, n. 1748 - Castle Howard, † 1825)

## G(7)
- George Howard, VI conte di Carlisle, nobile e politico britannico (Castle Howard, n. 1773 - Castle Howard, † 1848)
- George Howard, VII conte di Carlisle, nobile, politico e poeta britannico (Londra, n. 1802 - Castle Howard, † 1864)
- George Howard, IX conte di Carlisle, nobile, politico e pittore britannico (Londra, n. 1843 - Hindhead, † 1911)
- George Howard, XIII conte di Carlisle, nobile, militare e politico britannico (Londra, n. 1949)
- George Howard, IV conte di Suffolk, nobile inglese (n. 1625 - † 1691)
- Gordon Howard, V conte di Effingham, nobile britannico (n. 1873 - † 1946)
- Greville Howard, nobile e politico britannico (n. 1909 - † 1987)

## H(17)
- Henrietta Hobart, nobile britannica (n. 1689 - † 1767)
- Henry Howard, conte di Surrey, nobile, politico e poeta inglese (Hunsdon, n. 1517 - Londra, † 1547)
- Henry Howard, I conte di Northampton, nobile britannico (Shotesham, n. 1540 - Londra, † 1614)
- Henry Howard, VI duca di Norfolk, nobile e militare inglese (n. 1628 - † 1684)
- Henry Howard, XXII conte di Arundel, nobile inglese (n. 1608 - Arundel, † 1652)
- Henry Howard, IV conte di Carlisle, nobile e politico britannico (n. 1694 - Castle Howard, † 1758)
- Henry Howard, XII conte di Suffolk, nobile e politico inglese (n. 1739 - † 1779)
- Henry Howard, V conte di Suffolk, nobile inglese (n. 1627 - † 1709)
- Henry Howard, VI conte di Suffolk, nobile e politico inglese (Londra, n. 1670 - † 1718)
- Henry Howard, X conte di Suffolk, nobile britannico (n. 1706 - † 1745)
- Henry Howard, XI conte di Suffolk, nobile e politico inglese (n. 1686 - † 1757)
- Henry Howard, XIII conte di Suffolk, nobile britannico (n. 1779 - † 1779)
- Henry Howard, XVIII conte di Suffolk, nobile e politico britannico (n. 1833 - † 1898)
- Henry Howard, XIX conte di Suffolk, nobile e militare britannico (n. 1877 - † 1917)
- Henry Howard, II conte di Effingham, nobile, politico e militare britannico (n. 1806 - † 1889)
- Henry Howard, III conte di Effingham, nobile, politico e militare britannico (n. 1837 - † 1898)
- Henry Howard, IV conte di Effingham, nobile e politico britannico (n. 1866 - † 1927)

## J(5)
- James Howard, III conte di Suffolk, nobile e politico inglese († 1688)
- James Howard, nobile e politico britannico (n. 1814 - † 1882)
- Jane Howard, nobile britannica († 1593)
- John Howard, I duca di Norfolk, nobile inglese (n. 1421 - Market Bosworth, † 1485)
- John Howard, XV conte di Suffolk, nobile e militare britannico (n. 1739 - † 1820)

## K(1)
- Kenneth Howard, I conte di Effingham, nobile e militare britannico (n. 1767 - † 1845)

## L(1)
- Lord Thomas Howard, nobile inglese (Londra, n. 1657 - † 1689)

## P(1)
- Philip Howard, XX conte di Arundel, nobile inglese (Londra, n. 1557 - Londra, † 1595)

## R(3)
- Richard Howard, IV conte di Effingham, nobile, politico e militare britannico (n. 1748 - † 1816)
- Robert Howard, nobile e politico inglese (n. 1584 - Hall in the Forest, † 1653)
- Robert Howard, nobile e politico inglese (n. 1626 - † 1698)

## T(15)
- Thomas Howard, XXI conte di Arundel, nobile, politico e collezionista d'arte inglese (Finchingfield, n. 1585 - Padova, † 1646)
- Thomas Howard, III duca di Norfolk, nobile e politico inglese (n. 1473 - † 1554)
- Thomas Howard, IV duca di Norfolk, nobile inglese (Kenninghall, n. 1536 - Tower Hill, † 1572)
- Thomas Howard, II duca di Norfolk, nobile inglese (Stoke by Nayland, n. 1443 - Framlingham, † 1524)
- Thomas Howard, I conte di Suffolk, nobile, politico e ammiraglio inglese (Londra, n. 1561 - Londra, † 1626)
- Thomas Howard, VIII duca di Norfolk, nobile inglese (n. 1683 - † 1732)
- Henry Howard, VII duca di Norfolk, nobile e militare inglese (n. 1655 - † 1701)
- Thomas Howard, V duca di Norfolk, nobile inglese (n. 1627 - † 1677)
- Thomas Howard, nobile inglese (n. 1511 - Londra, † 1537)
- Thomas Howard, I conte di Berkshire, nobile e politico inglese (Saffron Walden, n. 1587 - † 1669)
- Thomas Howard, XIV conte di Suffolk, nobile e politico britannico (n. 1721 - † 1783)
- Thomas Howard, XVI conte di Suffolk, nobile e politico britannico (n. 1776 - † 1851)
- Thomas Howard, III conte di Berkshire, nobile e politico inglese (n. 1619 - † 1706)
- Thomas Howard, II conte di Effingham, nobile e militare britannico (n. 1714 - † 1763)
- Thomas Howard, III conte di Effingham, nobile e politico britannico (n. 1746 - † 1791)

## W(3)
- William Howard, I visconte Stafford, nobile britannico (n. 1614 - Londra, † 1680)
- William Howard, nobile e antiquario inglese (Audley End House, n. 1563 - Greystoke, † 1640)
- William Howard, III barone Howard di Effingham, nobile inglese (n. 1577 - Hampton, † 1615)